# Цветные (США)
Цветной (англ. Colored) — термин, исторически использовавшийся в Соединённых Штатах в «эпоху Джима Кроу» для обозначения афроамериканцев. Во многих местах он может считаться оскорблением, хотя и приобрёл особое значение в Южной Африке.

## Словарные определения
Слово «цветной» (среднеанглийское icolored) впервые было использовано в XIV веке, но имело значение, отличное от расы или этнической принадлежности. Самое раннее использование этого термина для обозначения представителей темнокожих зафиксировано во второй половине XVIII века в отношении Южной Америки. Согласно Оксфордскому словарю английского языка, слово «цветной» впервые было использовано в этом контексте в 1758 году для перевода испанского термина mujeres de color («цветные женщины») в произведении Антонио де Ульоа «Путешествие в Южную Америку».
В Соединенных Штатах этот термин стал использоваться в начале XIX века, а после окончания Гражданской войны в США был принят освобождёнными рабами как проявление расовой гордости, пока не был заменён как самоназвание на «чёрный» или «афроамериканец» во второй половине XX века. Из-за его использования в эпоху Джима Кроу для обозначения предметов или мест, предназначенных только для афроамериканцев, слово «цветной» теперь обычно считается оскорбительным.
В Великобритании исторически термин «цветной» имел несколько значений. В британском использовании он использовался к «лицу, полностью или частично небелого происхождения», и ныне обычно считается устаревшим или оскорбительным. Другие термины предпочтительнее, особенно когда речь идёт об одной этнической группе.

## Цветные в США
В Соединённых Штатах «цветной» был преобладающим и предпочтительным термином для обозначения афроамериканцев в середине-конце XIX века отчасти потому, что он был принят как белыми, так и чёрными американцами как более всеобъемлющий, охватывающий лиц смешанной расы (и, иногда для американцев азиатского происхождения и других расовых меньшинств), а также тех, кто, как считалось, имел «полное чёрное происхождение». Они не считали себя африканцами и не хотели, чтобы их переселили в Африку, и говорили про себя, что они африканцы не в большей степени, чем белые американцы европейцы. Вместо «африканца» они предпочли термин «цветной» или, как более точный, «негр».
В 1851 году в статье в «The New York Times» говорилось о «цветном населении». В 1863 году военное министерство учредило Бюро цветных войск.
Первые 12 переписей населения США включали «цветных» людей, которых в 1900 году насчитывалось девять миллионов. Переписи 1910—1960 годов включали «негров».
Однако после Движения за гражданские права чернокожих термин «негр» потерял популярность, поскольку считался навязанным сообществу, которое он описывал белыми людьми во время рабства, и имел коннотации подчинения. В 1960-е годы более предпочтительным считался термин «чёрный», который использовали движение Black Power, а также радикальные чёрные националисты (чёрные мусульмане и чёрные пантеры), панафриканисты (Стокли Кармайкл, лидер Студенческого координационного комитета ненасильственных действий) и политические прогрессисты. В конце 1960-х большинство людей по-прежнему предпочитали «негр» как самоописательный расовый термин; однако к концу 1970-х — началу 1980-х годов предпочтение отдавалось термину «чёрный».
NPR сообщило, что «использование фразы „цветные люди“ достигло своего пика в книгах, опубликованных в 1970 году». В дальнейшем термин употребляется некоторыми авторами в качестве устаревшего синонима понятия «афроамериканцы», введённого для отвлечения внимания от цвета кожи. «Цветные люди жили в трёх кварталах, которые были чётко разграничены, словно веревками или турникетами», — писал профессор Гарварда Генри Луи Гейтс-младший о своем детстве в сегрегированной Западной Виргинии в 1960-х годах. «Добро пожаловать в Цветную Зону, — мог бы сказать большой растянутый баннер… Конечно, цветной мир был не столько соседством, сколько условием существования». «Большую часть моего детства мы не могли есть в ресторанах или спать в отелях, мы не могли пользоваться некоторыми туалетами или примерять одежду в магазинах», — вспоминает Гейтс. Его мать в ответ отказалась покупать одежду, которую ей не разрешили примерить. Гейтс вспоминает, как белый мужчина назвал его отца неправильным именем: «Он знает моё имя, мальчик, — сказал отец после долгой паузы. — Он всех цветных называет Джорджами». Когда двоюродная сестра Гейтса стала первой чернокожей участницей группы поддержки в местной старшей школе, ей не разрешалось сидеть с командой и пить кока-колу из стакана, а приходилось стоять у стойки и пить из бумажного стаканчика. Гейтс также описал опыт сегрегации в своей книге 1995 года Colored People: A Memoir.
Термин "цветной "до сих пор используется в названии Национальной ассоциации содействия прогрессу цветного населения, одной из самых старых и влиятельных организаций, борющихся за гражданские права чернокожих, хотя её обычно называют сокращённо — NAACP. В 2008 году её директор по связям с общественностью Карла Симс заявила, что «термин „цветной“ не является уничижительным, [NAACP] выбрала слово „цветной“, потому что это было наиболее позитивное описание, которое обычно использовалось [в 1909 году, когда ассоциация была основана]. Это слово устаревшее и старомодное, но не оскорбительное». Однако сегодня NAACP редко использует своё полное название и приняла это решение вскоре после того, как United Negro College Fund перешёл на использование только сокращённых вариантов своего названия, UNCF или United Fund.

## Цветные ЮАР
В Южной Африке и соседних странах термин «цветные» относится к многорасовой этнической группе, проживающей в Южной Африке, которая имеет происхождение от более чем одного народа, населяющего регион, включая коренные (койсаны, банту и другие), белых (включая африканеров). Австронезийцы, восточноазиаты или южноазиаты (также называемые капскими малайцами; когда-то это была подкатегория расовой группы цветных апартеида). При апартеиде население Южной Африки было разделено на четыре расы, а именно чёрных, белых, цветных и индийцев.